# Ronisson Brandão
Ronison Santiago Brandão (ur. 1 grudnia 1990) – brazylijski zapaśnik walczący w stylu klasycznym. Zajął 29. miejsce na mistrzostwach świata w 2022 roku. 
Dziewiąty na igrzyskach panamerykańskich w 2023. Trzeci na mistrzostwach panamerykańskich w 2020 i 2021, piąty w 2013. Brązowy medalista igrzysk Ameryki Południowej w 2014 i 2022. Mistrz Ameryki Południowej w 2015, 2017 i 2019, a drugi w 2014 i trzeci w 2016. Dwunasty na Uniwersjadzie w 2013, jako zawodnik University of Santana w São Paulo.